# 무루로아 환초

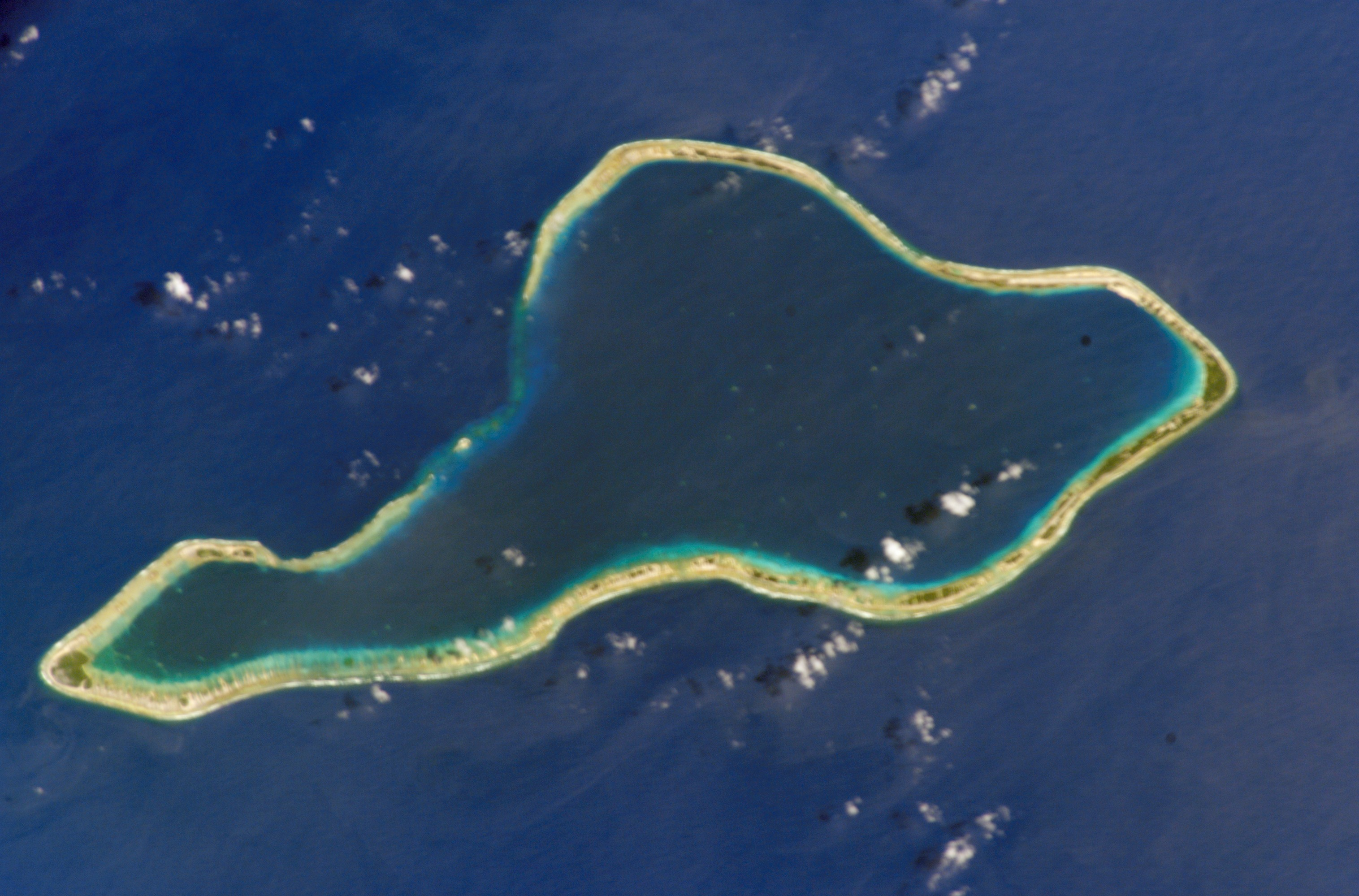
무루로아 환초

무루로아 환초(Mururoa) 또는 모루로아 환초(Moruroa)는 남부 태평양에 있는 환초로, 프랑스령 폴리네시아의 투아모투 제도에 속한다. 아오푸니(Aopuni)라고도 한다.
길이는 북동에서 남서 방향으로 28km, 폭은 11km 정도이며, 산호초의 면적은 148km2이다. 타히티로부터 남동쪽으로 약 1,250km 정도에 위치하며, 인근에 위치한 투레이아(Tureia) 코뮌에 포함된다.
인근의 팡아타우파 환초와 함께 1966년부터 1996년까지 프랑스의 핵실험 장소로 활용되었으며, 이 기간 동안 그린피스의 레인보 워리어 호를 비롯한 수많은 국제 단체의 항의를 받았다.

## 같이 보기
- 강비에 제도